# Гей (річка, Канада)
Річка Гей (Південна Невільнича, Kátå’odehche) — велика річка на півночі Альберти та на півдні Північно-Західних територій Канади.
Вона бере початок у мускусній затоці північно-західної Альберти, тече на захід до Британської Колумбії, потім повертає на північ і повертається до Альберти, де прямує північно-північно-східним шляхом до Північно-Західних територій. Пройшовши через два головні водоспади, водоспади Александри та Луїзи, вона протікає через місто Гей-Ривер і впадає у Велике Невільницьке озеро. Звідти її води річкою Маккензі протікають до Північного Льодовитого океану.
Загальна довжина річки Гей становить 702 км та площею водозбору 48,2 тис. км2.
Притоками річки Гей є річка Чінчага, річка Міандер (Тахчі), річка Стін, річка Мелвін та річка Літтл-Гей. Річка Гей фактично протікає через озера Гей-Зама. Озеро Рейнбов є розширенням самої річки.
До громад у басейні річки Гей належать Рейнбоу-Лейк, Зама-Сіті, Стін-Ривер, Індіан-Кебінс (у Південному Слейві: Дзету) в Альберті та Ентерпрайз, а також Гей-Ривер у Північно-Західних територіях. У басейні річки є дві громади корінних народів: Чатех та Міандер-Ривер.
На кордоні між Альбертою та Північно-Західними територіями річний скид становить 3,63 км³.